# کهاتن
کهاتن (به انگلیسی: Khattan) یک منطقهٔ مسکونی در پاکستان است که در ایالت بلوچستان واقع شده‌است.